# Ioan Bălan
Ioan Bălan, né le 11 février 1880 à Teiuş et mort le 4 août 1959 à Sighet, était un évêque gréco-catholique roumain. Emprisonné sous le régime communiste pour être resté fidèle au pape, il mourut en prison des suites des mauvais traitements qu'on lui infligea. Reconnu martyr par l'Église catholique, il a été proclamé bienheureux le 2 juin 2019.

## Biographie
Né à Teiuş, dans le comté d'Alba Iulia, il étudia la théologie à Budapest et fut ordonné prêtre en 1903. Il continua ses études à Vienne, s'installa à Blaj puis en 1909 à Bucarest, où un confesseur gréco-catholique était requis. En 1919, il retourne à Blaj, devient chanoine et en 1921, recteur de l'académie de théologie. En 1936, après qu'Alexandru Nicolescu devint métropolite de Făgăraş et Alba Iulia, il fut consacré évêque de Lugoj.
En 1948, le nouveau régime communiste a déclaré son Église illégale. Il est arrêté en octobre après avoir refusé de se convertir à l'orthodoxie roumaine.
Il a d'abord été emmené au monastère de Dragoslavele, puis au monastère de Căldărușani au début de 1949 et à la prison de Sighet au milieu des années 1950. En 1955, il a été contraint de vivre au monastère de Curtea de Argeș. L'année suivante, il est emmené au monastère de Samurcășeşti, un couvent de Ciorogârla. Il est resté isolé jusqu'à ce qu'il tombe gravement malade et a été transféré à l'hôpital de Bucarest, où il décède.
Il a été enterré au cimetière catholique de Bellu. Bălan n'a jamais été jugé ou condamné.

## Béatification
La cause pour la béatification et la canonisation de Ioan Bălan et de 6 autres évêques débute le 28 janvier 1997, à Alba Iulia. L'enquête diocésaine récoltant les témoignages sur leur vie et les conditions de leur mort se clôture le 18 février 2011, puis envoyée à Rome pour y être étudiée par la Congrégation pour les causes des saints.
Après le rapport positif des différentes commissions sur la sainteté et le martyre de Ilan Bălan et des six autres évêques, le pape François procède, le 19 mars 2019, à la reconnaissance de leur mort en haine de la foi, les déclarant ainsi martyrs et signe le décret permettant leur béatification.
Ioan Bălan et les six autres évêques martyrs ont été proclamés bienheureux au cours d'une Divine Liturgie célébrée sur le Champ de la Liberté à Blaj par le pape François, le 2 juin 2019, au cours de son voyage apostolique en Roumanie. 60 000 personnes y ont participé.
Leur mémoire liturgique est fixée au 2 juin.